# O-TV
«O-TV» — закритий український цілодобовий музичний телеканал.

## Історія
Київська телекомпанія «Обрій» була створена у Харківському районі Києва 1995 року. Керівником компанії був Олег Степченко, який у свій час організовував у цьому районі одну із перших кабельних мереж у столиці. З часом вона припинила своє існування як окрема одиниця, ставши частиною одного з перших кабельних провайдерів-гігантів — ТРК «Інтер-Відео Київ». Внаслідок цього канал «Обрій» на певний період зникав з мережі кабельного телебачення, а згодом повернувся — вже у якості першого музичного телеканалу в Україні «O-TV» як спільний проєкт телекомпанії «Обрій» та радійно-телевізійного проєкту «Хіт-парад 12 мінус 2».
Телеканал «O-TV» почав роботу 24 квітня 1998 року в Мікрохвильовій інтегрованій телерадіоінформаційній системі (МІТРІС) і через передавачі ДМХ діапазону. У грудні того ж року канал розпочав мовлення у всіх кабельних мережах Києва і Київської області.
З 30 квітня 1999 року канал почав поширюватися через супутник AMOS-1 (4.0°W) для кабельних мереж на всій території України. 10 квітня 2001 року стартував на супутнику LMI-1, 75° сх.д (а до цього були тестові увімкнення в пакеті з UT1), телеканал «O-TV International». Він відрізнявся від внутрішньоукраїнської версії тим, що демонстрував закордоном виклично кліпи пострадянських виконавців. З 12 лютого 2017 року мовлення каналу ведеться через супутник Astra 4A.
«O-TV» першим в Україні запровадив функцію інтерактиву, завдяки якій у визначені години етеру, глядачі могли дзвонити по спеціальному номеру телефону, замовляючи улюблений відеокліп за кодовим номером, що висвічувався на екрані. Це використовували у проєктах «Music Box» та «Твоя двадцятка». Остання передача підбивала підсумок популярності кліпів, які замовляли люди.
Восени 2001 року у Києві були призупинені трансляції програм телеканалу в системі МІТРІС. Національна рада з питань телебачення і радіомовлення видала «O-TV» тимчасовий дозвіл на тестове мовлення. Однак, по його завершенню, Нацрада не поспішала вирішувати це питання. Паралельно з цим виникли розбіжності між засновниками ТРК «Обрій». В результаті цього процесу Олег Степченко покинув посаду директора телеканалу, забравши із собою назву, логотип і концепцію телеканалу, а «Обрій» почав виходити з новою назвою «Music Telebox», або скорочено MTB.
Навесні 2004 року в етері київського каналу «Гравіс-35» почали транслюватися програми «O-TV». В обидвох компаніях стверджували, що дане мовлення не є ретрансляцією, і представляли його як спільний продукт двох телеканалів — супутникового та етерного. У цей період на екрані були присутні два логотипи — «Гравіс» і «O-TV».
17 серпня 2005 року «Гравіс» припинив трансляцію «O-TV» та відновив показ своїх власних програм.
З 23 квітня 2019 року телеканал мовив у форматі 16:9.
4 квітня 2022 року телеканал припинив своє мовлення.
16 листопада 2023 року Національна рада України з питань телебачення і радіомовлення оштрафувала телеканалу за відмову у проведенні перевірки.
21 грудня того ж року НацРада знову оштрафувала телеканал за відмову у проведенні повторної перевірки.

## Етер
Етер телеканалу «O-TV» побудований на базі серверного мовлення. Наповнення телеканалу складалось із музичних кліпів, інтерактивних розваг та послуг, новин українського та світового шоу-бізнесу, а також різні музичні програми.
Цільова аудиторія каналу — молодь від 16 до 24 років.

## Телепрограми
- «Design Tour» — програма розповідала про модні місця, найновіші тенденції та культові заклади.
- «Every Day News» — програма включала в себе останні новини зі світу шоу-бізнесу; репортажі з концертних залів, зі знімальних майданчиків, студій звукозапису, фестивалів, церемоній тощо; ексклюзивні інтерв'ю з музикантами, продюсерами, режисерами; подробиці особистого життя зірок.
- «Sunday's News» — підсумковий випуск музичних і культурних подій за тиждень.
- «Bon Appetit»
- «Мультисвіт» — програма розрахована на глядацьку аудиторію віком від 5 до 15 років. Ведуча програми щоразу запрошувала глядачів у гості до героїв популярних мультфільмів, проводить їх стежками невідомої країни «Мультисвіт». Програма містила елементи гри та у веселій формі знайомить глядачів з добре відомими та новими мультфільмами та їхніми героями.
- «Калейдоскоп мандрів» — туристична програма, путівник по світових курортів.
- «Free-time» — програма розповідала про те, як цікаво, активно та з користю провести своє дозвілля. Складалася із трьох-чотирьох різнопланових сюжетів, об'єднаних однією метою — запропонувати глядачеві обрати відпочинок на свій смак.
- «Національний хіт-парад» — власні зйомки концертних номерів нових пісень українських зірок. Завдяки інтерактивному голосуванню глядачі самі могли визначати переможців.
- «Teen-клуб»
- «Музичні подорожі з Dazzle Dreams» — музичні подорожі екзотичними країнами та континентами. Ведучий подорожував якою-небудь країною з метою познайомити глядача з її культурою, музичними традиціями та етно-культурою через призму сучасної електронної музики.